# Неонавт
Неонавт — российская электропоп-группа, созданная в 2003 году Антоном Севидовым.

## История
Основателем и лидером группы Неонавт является Антон Севидов. На момент основания группы Антону было 22 года. К этому времени он принял участие в мировых гастролях в рамках проекта «Таланты России» в 1992 году, получил гран-при на международном фестивале «Хрустальная нота» в 1997 году и на I Всероссийском конкурсе юных композиторов «Хрустальный камертон» в 1998 году. Так же в 90-е Антон пробует себя в организации музыкальных групп: Citric Acid, Da Funk, «Биотоник». Однако все они не получили известности.
В 2003 году Антон организует новый музыкальный проект «Неонавт». Первоначальный состав группы соответствовал стандартам рок-группы (две гитары, бас, ударные, клавиши, вокал). Первая же композиция коллектива «Пустота» попадает на «Наше радио» и выходит на сборнике «Нашествие. Шаг XIII». Коллектив выступает на фестивале «Нашествие 2003. Свободный доступ», который из-за угрозы терактов проходит в студии «Нашего радио». «Неонавт» начинает активную концертную деятельность. Музыкальные журналисты сравнивают стиль музыкантов с группами Radiohead и Coldplay.
«Неонавт» принимает участие студийной работе над проектами «Би-2». Композиция коллектива «Всё ещё боюсь» издана в рамках проекта «Нечётный воин», на сборнике «Drum[a]» выходят два ремикса от группы «Неонавт» на песни «Цветы» и «Мой рок-н-ролл».
В начале 2006 года Антон Севидов прилетает в Берлин по приглашению Криса Корнера (Chris Corner), фронтмена культовых IAMX и Sneaker Pimps, где больше месяца проводит в студии. Несколько песен уже были записаны группой в России, однако в Берлине их звучание полностью поменялось. Сформировалось новое электронное звучание группы. Итогом работы стали девять треков, которые легли в основу дебютной пластинки «Вдыхай меня».

Однако на записанный материал не удалось найти издателей, поэтому альбом остался только в виде файлов для загрузки. 28 февраля 2007 года Антон Севидов в своем блоге официально объявил о закрытии проекта Neonavt, одновременно разместив полную версию альбома «Вдыхай меня» в свободном доступе . Несмотря на отсутствие издателя и промокампании, релиз смог попасть «Список лучших альбомов в русской поп-рок-музыке-2007» по версии газеты «Время новостей».
В конце 2008 года Антон Севидов организовал новый проект Tesla Boy.

## Состав
- Антон Севидов — вокал, синтезаторы;
- Илья Спивак — синтезаторы, программирование;
- Дмитрий Фельдман — бас-гитара, синтезаторы.

## Дискография
«Вдыхай меня» (2007)
1. Икарусы
2. Три недели сна в Икее
3. Выйди из сна
4. Снежная
5. Меч самурая
6. Златовласка
7. Случилось (Интернет)
8. Слеза
9. Bonny and Clyde (cover of Brigitte Bardot & Serge Gainsbourg)